# جاك أندرسون
جاك أندرسون (بالإنجليزية: Jack Anderson)‏ هو كاتب غير روائي وكاتب وصحفي أمريكي، ولد في 19 أكتوبر 1922 في لونغ بيتش في الولايات المتحدة، وتوفي في 17 ديسمبر 2005 في بيثيسدا في الولايات المتحدة بسبب مرض باركنسون.

## وصلات خارجية
- جاك أندرسون على موقع IMDb (الإنجليزية)
- جاك أندرسون على موقع الموسوعة البريطانية (الإنجليزية)
- جاك أندرسون على موقع مونزينجر (الألمانية)
- جاك أندرسون على موقع إن إن دي بي (الإنجليزية)
- جاك أندرسون على موقع قاعدة بيانات الفيلم (الإنجليزية)